# Pide (comida)

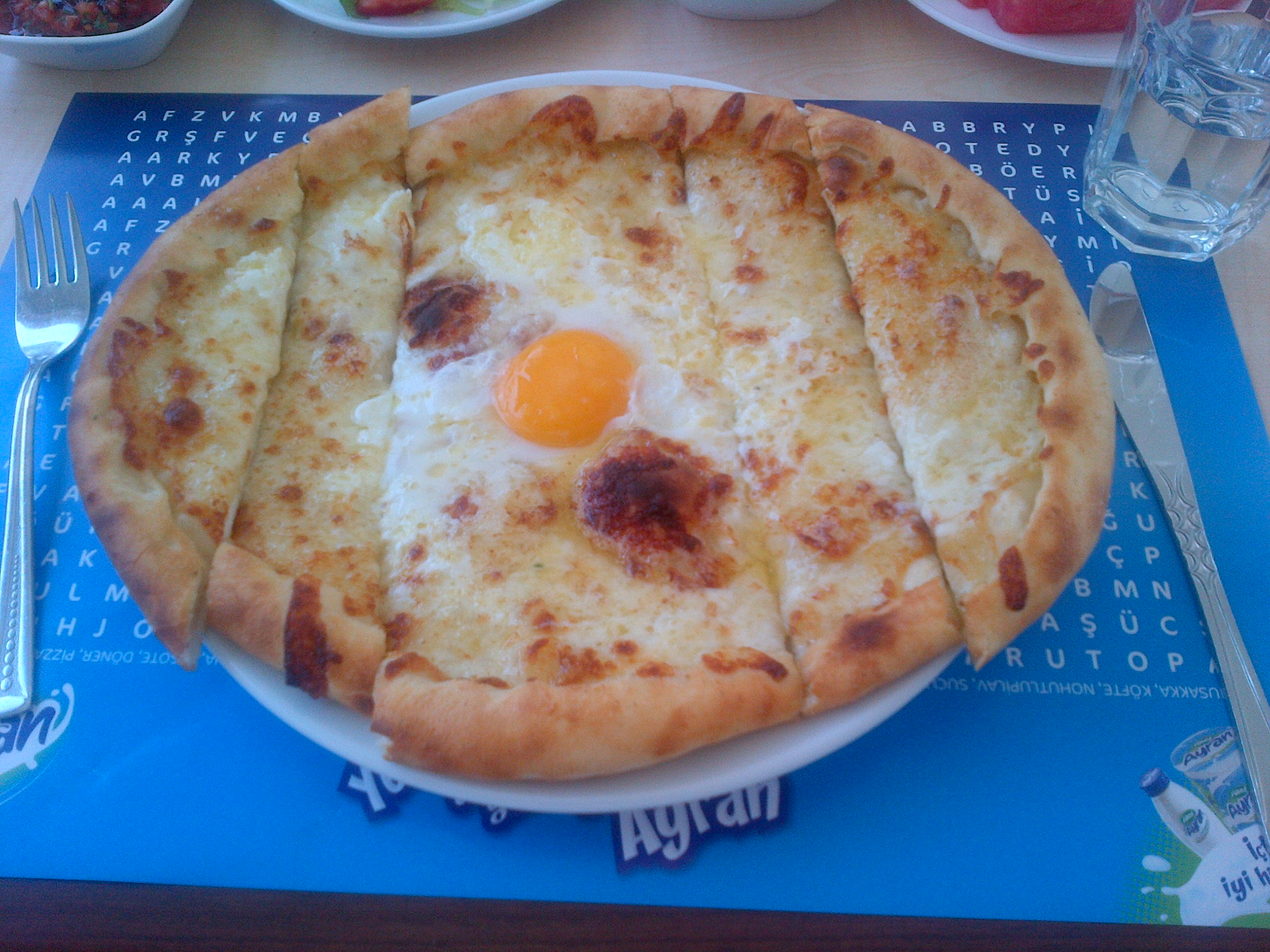
Pide con un huevo frito y mantequilla derretida (a veces queso también) conocido como "yağlı" de la Región del Mar Negro de Turquía.

Pide, aparte de ser un tipo de pan plano más conocido en castellano por su similar pita es un plato de la gastronomía turca. Pide se prepara sobre la base de una masa especial, elaborada con levadura, agregándole ciertos ingredientes encima y horneando todos juntos, tradicionalmente en un horno negro convencional de piedra y a fuego de leña.

## Variedades
Pide tiene variedades tanto por los ingredientes agregados a la masa como por la forma de preparación. Muchas regiones de Turquía tienen su variedad de pide. Por ejemplo, en la región del Mar Negro pide se prepara, en principio, "cubierto", es decir, la masa cubriendo los ingredientes tanto por debajo como por encima. En otras regiones, pide generalmente se prepara "abierto", o sea con los ingredientes agregados encima de la masa, descubiertos. Los ingredientes más utilizados en pides son "carne picada" (carne de ternera o oveja en trocitos) o carne molida, "kavurma" (carne ovina o de res que tradicionalmente se saltea junto con mucha grasa animal y se conserva para las épocas de falta de carne comestible), variedades de quesos locales (especialmente blancos), pastırma, sucuk, champiñones y huevos. En la región del Mar Negro, una excepción de los pide cubiertos es el llamado "yağlı" (en turco literalmente significa "con mantequilla") que consiste de mantequilla derretida y uno o más huevos fritos sobre la masa, en el horno de pan. Yağlı, además es la única variedad de pide que es redondo, mientras que todas las demás son de forma alargada.

## Historia
Se conoce que se cocinaba peynirli pide (pide con queso) desde el siglo XV en Turquía.

## Modo de consumir
A veces pide se hace con más de un ingrediente principal, como por ejemplo pastırmalı-yumurtalı (con pastırma y huevo/s). En Mar Negro, la región más famosa por la elaboración y consumo de pide en Turquía, los pides "cubiertos" se sirven calientes, apenas salen del horno, se cortan en trozos antes de poner sobre la mesa y al consumir se le pone un pedacito de mantequilla encima de cada trozo. Muchos consumidores también agregan paprika dulce molida a su porción de pide. En el Mar Negro, comer pide es el típico desayuno dominical familiar. Generalmente las amas de casa preparan su propio "interior" de pide y esto se envía a una panadería para su cocción sobre la masa de pide. Esto es válido especialmente en el caso de los pide con carne molida o el queso blanco especial llamado "çökelek" ya que estos ingredientes generalmente se mezclan con varios otros, como el perejil picado, en el caso del pide con çökelek,o en el caso de la carne, pre-cocida con cebolla y especias en casa, tanto por razones de higiene como por gusto.